# Fontechiari
Fontechiari là một thị trấn ở tỉnh Frosinone, vùng Lazio, Italia. 
Thị trấn này giáp các đô thị Arpino, Broccostella, Casalvieri, Posta Fibreno và Vicalvi. Fontechiari có diện tích 16 km2 và dân số 1286 người.